# Idrieo
Idrieo (in greco antico: Ἱδριεύς?, Hidrieús; ... – 344 a.C.) è stato un nobile persiano, satrapo della Caria dal 351 al 344 a.C..

## Biografia
Idrieo era il secondo figlio di Ecatomno, satrapo di Caria, e succedette alla sorella Artemisia II (succeduta a sua volta al fratello e marito Mausolo) nel 351 a.C..
L'unico fatto degno di nota del suo regno è l'invio di 40 triremi e 8 000 mercenari per la riconquista persiana di Cipro, ad opera del re persiano Artaserse III. L'isola infatti si era ribellata con altri governanti della Fenicia e dell'Asia Minore, e perciò Artaserse ordinò ad Idrieo di fornire delle truppe per invadere Cipro al comando di Focione ed Evagora.
Tuttavia, secondo Isocrate, dal 346 a.C. circa, le relazioni tra il satrapo e il re si incrinarono, anche se ciò non sembra aver interferito con la prosperità della Caria. Infatti Isocrate lo descrive come uno dei satrapi più ricchi e potenti della regione, e secondo Demostene, Idrieo aggiunse ai suoi domini le isole di Chio, Coo e Rodi.
Idrieo inoltre dovette terminare la costruzione del Mausoleo di Alicarnasso, iniziato dalla sorella Artemisia II per tumulare il fratello e marito Mausolo, e rimasto incompiuto a causa della sua morte. Durante il suo regno si impegnò anche per il restauro del tempio di Zeus di Labranda (o Labraunda), e qui fu sepolto dopo la morte avvenuta nel 344 a.C..
A lui succedette la sorella e moglie Ada.